# Коллинз, Мел
Мелвин (Мел) Десмонд Коллинз (англ. Melvyn Desmond Collins; 5 сентября 1947, Остров Мэн) — британский саксофонист и флейтист, сессионный музыкант.
Сотрудничал с такими исполнителями, как Alexis Korner, Clannad, Eric Clapton, Bad Company, Dire Straits, Bryan Ferry, Roger Chapman, Marianne Faithfull, The Rolling Stones, Tears For Fears и многие другие. Был участником групп King Crimson, Camel, Caravan, The Alan Parsons Project, Far Corporation. Исполнил партию саксофона на сингле The Rolling Stones 1978 года «Miss You», а также отметился в концертном альбоме Dire Straits Alchemy.
В King Crimson Коллинз заменил Иэна Макдональда и играл на тех же инструментах, что и он. С его участием были записаны альбомы In the Wake of Poseidon, Lizard и Islands. Коллинз также был сессионным музыкантом в альбоме Red.
В настоящее время он играет в группе 21st Century Schizoid Band, состоящей из бывших участников King Crimson. Сыграл в композиции «На ржавом ветру» для альбома Бориса Гребенщикова Время N 2018 года.

## Избранная дискография
- Alan Parsons Project: Eye in the Sky; Ammonia Avenue
- Joan Armatrading: Show Some Emotion; Walk Under Ladders; Key
- Bad Company: Bad Company; Burning Sky; Rough Diamonds
- Barón Rojo: Volumen Brutal
- Bucks Fizz: Bucks Fizz; Writing On The Wall
- Eric Burdon: Darkness Darkness
- The Byron Band: Lost And Found
- Дэвид Байрон: On the Rocks
- Camel: Rain Dances; A Live Record; Breathless; I Can See Your House From Here; Nude; Stationary Traveller; Pressure Points
- Джим Капальди: The Sweet Smell of… Success; Let the Thunder Cry; Fierce Heart; Some Come Running
- Caravan: Back to Front; Collection
- Clannad: Macalla; Sirius; Pastpresent; Anam; Lore
- Eric Clapton: Slowhand
- Joe Cocker: Cocker
- Теренс Трент Д’Арби: Introducing the Hardline According to Terence Trent D'Arby
- Dire Straits: Twisting by the Pool [EP]; Alchemy; Money for Nothing
- Bryan Ferry: Let's Stick Together; In Your Mind; Taxi (album)
- Humble Pie: Thunderbox; Street Rats
- King Crimson: In the Wake of Poseidon; Lizard; Islands; Earthbound; Red
- Alexis Korner: Accidentally Born in New Orleans; Snape Live on Tour; Alexis Korner; Mr. Blues; The Party LP; And Friends
- Alvin Lee: Road to Freedom; In Flight; Pump Iron; Pure Blues
- Phil Lynott: Philip Lynott Album
- Phil Manzanera: Listen Now; K Scope; Guitarissimo (1975—1982)
- Meat Loaf: Blind Before I Stop
- Natasha England (Natasha): Captured Album and «Iko Iko» single
- Миюки Накадзима: Yoru wo Yuke
- No-Man: Flowermouth; Wild Opera
- Robert Palmer: Pressure Drop
- Кози Пауэлл: Tilt
- Gerry Rafferty: Night Owl; Snakes and Ladders; Sleepwalking; North & South; On A Wing And A Prayer; Over My Head
- Cliff Richard: 31st of February Street; Now You See Me…Now You Don’t
- Rolling Stones: Love You Live; Some Girls
- Small Faces: Playmates
- Chris Squire: Fish Out Of Water
- Stray Cats: Rant N' Rave with the Stray Cats
- David Sylvian: Gone to Earth
- Tears for Fears: The Hurting; Songs from the Big Chair
- Пит Таунсенд/Ронни Лейн: Rough Mix
- Tina Turner: Private Dancer
- Uriah Heep: Return to Fantasy
- Roger Waters: Radio K.A.O.S.
- Kokomo: Kokomo, Rise And Shine
- Richard Wright: Wet Dream
- Tony O'Malley: OH !

## Группы и исполнители
- Eric Burdon саксофонист: 1965; 1980
- Phillip Goodhand-Tait and the Stormsville Shakers саксофонист 1966
- Circus саксофонист 1967-69
- King Crimson саксофонист/флейтист 1970-72; 1974, с 2013 по настоящее время
- Alexis Korner саксофонист 1972-82
- Alvin Lee саксофонист 1973—2000
- Bad Company саксофонист 1974-82
- Snafu саксофонист 1974-75
- Humble Pie саксофонист 1974-75
- Uriah Heep саксофонист 1975
- Phil Manzanera саксофонист 1975-87
- Bryan Ferry 1976-93
- Eric Clapton саксофонист 1977
- The Small Faces саксофонист 1977
- Streetwalkers саксофонист 1977
- Camel (группа) саксофонист 1977-84
- Joan Armatrading саксофонист 1977-83
- The Rolling Stones саксофонист 1977-78
- Ian Matthews саксофонист 1978-79
- Gerry Rafferty саксофонист 78-94
- Энтони Филлипс саксофонист/флейтист 1978-80
- Салли Олдфилд саксофонист 1980-83
- Джим Капальди саксофонист 1980-88
- Marianne Faithfull саксофонист 1981
- Caravan саксофонист 1981
- The Alan Parsons Project саксофонист 1982-84
- Cliff Richard саксофонист 1982-83
- Dire Straits саксофонист 1983
- Wang Chung саксофонист 1983
- Tears for Fears саксофонист 1983-85
- 10cc саксофонист 1983
- Eberhard Schoener саксофонист:1983
- Roger Waters and the Bleeding Heart Band саксофонист 1984-87, играл на последних концертах тура In the Flesh 2000 года.
- Go West саксофонист 1985
- Clannad саксофонист 1985, 1994-98
- 21st Century Schizoid Band саксофонист/флейтист  2002-2004